# Władysław Karol Dobrucki
Władysław Karol Dobrucki (ur. 19 stycznia 1918 w Krakowie, zm. 20 czerwca 2010) – polski profesor zwyczajny nauk technicznych. Prodziekan Wydziału Maszyn Górniczych i Hutniczych (obecnie Wydział Inżynierii Mechanicznej i Robotyki) Akademii Górniczo-Hutniczej w Krakowie w latach 1972–1975.

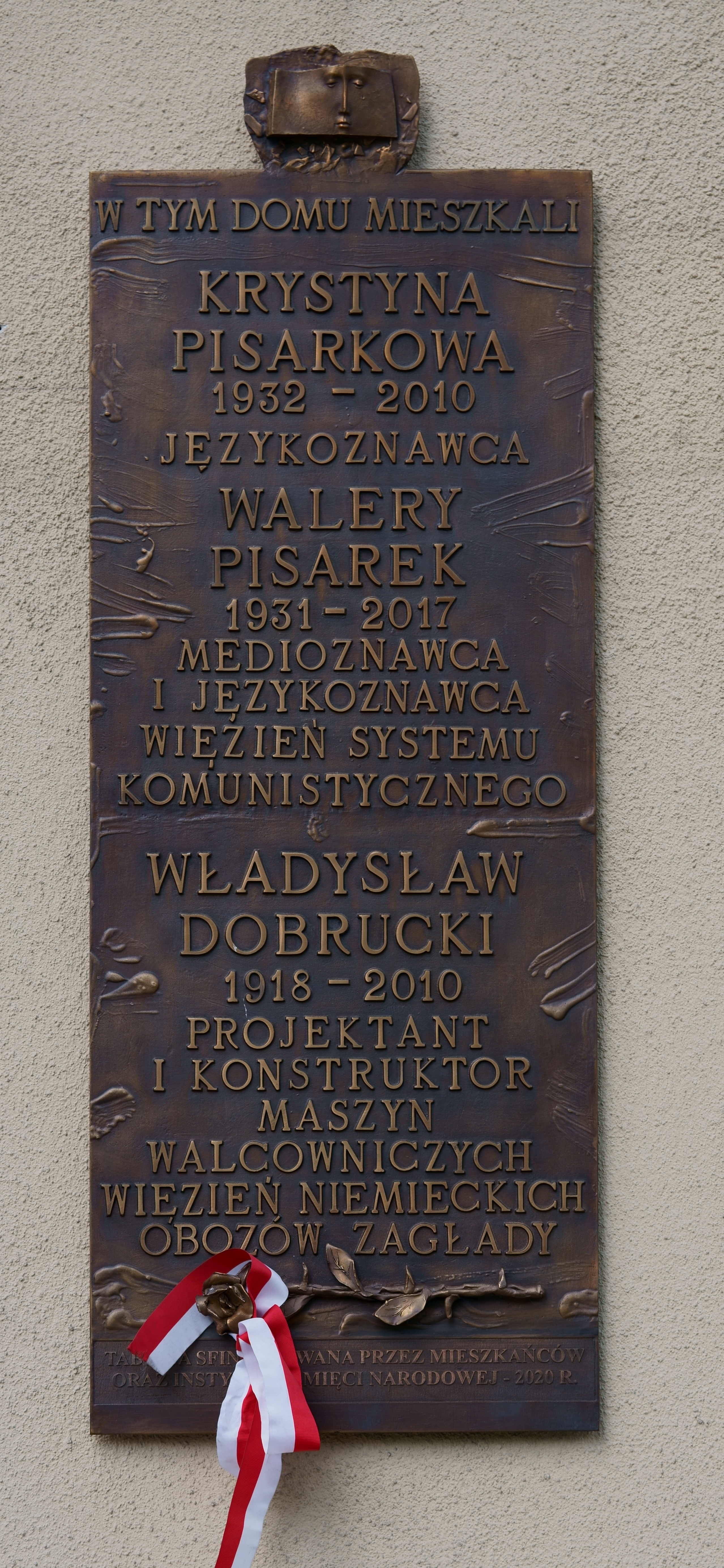
Tablica pamiątkowa poświęcona Władysławowi Dobruckiemu na osiedlu Słonecznym w Krakowie

## Życiorys
Urodził się 19 stycznia 1918 w Krakowie. W latach 1935–1939 studiował na Politechnice Warszawskiej.
8 września 1939 zgłosił się ochotniczo do Wojska Polskiego. Jako szeregowiec ochotniczego szwadronu strzelców konnych walczył w grupie płk. Korytki. Wiosną 1941 wstąpił do Związku Walki Zbrojnej. Utrzymywał punkt kontaktowy Oddziału 741 podległy placówce „List” w Budapeszcie. Aresztowany przez gestapo w październiku 1941, więziony na „Pawiaku” w okresie 13 października 1941 do 17 kwietnia 1942, później w obozie Auschwitz do 12 kwietnia 1943 i w KL Mauthausen-Gusen do 5 maja 1945.
W 1946 uzyskał dyplom Politechniki Śląskiej w Gliwicach.
W okresie 1 lutego 1946 do 31 stycznia 1957 kierownik pracowni Biura Projektów Hutniczych „BIPROHUT”, równocześnie w latach 1950–1954 pracownik Politechniki Śląskiej.
Doktorat (1960) i habilitacja (1962) – na Akademii Górniczo-Hutniczej w Krakowie, od 1970 – profesor nadzwyczajny, od 1976 – profesor zwyczajny.
W AGH początkowo adiunkt, od 1.10.1956 – zastępca profesora, następnie 1962–70 – docent, 1970–88 – profesor, od 1988 – profesor emerytowany zatrudniony w niepełnym wymiarze godzin. Był kierownikiem Zakładu Maszyn Obróbki Plastycznej w latach 1962–88. W latach 1972–75 prodziekan Wydziału Maszyn Górniczych i Hutniczych AGH.
Profesor Władysław Karol Dobrucki zmarł 20 czerwca 2010, został pochowany na cmentarzu wojskowym przy ul. Prandoty w Krakowie.

## Praca naukowa
Autor 120 prac z zakresu mechaniki procesu walcowania i urządzeń walcowniczych w czasopismach polskich i zagranicznych, 10 książek w tym 5 monografii, 17 patentów.
Członek Komisji Metalurgii Polskiej Akademii Nauk, Komisji Budowy Maszyn PAN, Komisji Mechaniki Stosowanej Oddziału PAN w Krakowie, członek rad naukowych: Instytutu Obróbki Plastycznej w Poznaniu, Instytutu Metalurgii i Inżynierii Materiałowej im. A. Krupkowskiego PAN w Krakowie, Ośrodka Badawczo-Rozwojowego Obróbki Plastycznej Metali „Plasomet” w Warszawie.
Współtwórca polskiej szkoły projektowania i konstrukcji walcowni, twórca oryginalnej szkoły naukowej w zakresie podstaw mech. walcowania i jej sprężenia zwrotnego z walcarką, projektant pierwszej w Polsce (zaprojektowanej i zbudowanej) walcowni (1951), współautor patentów na oryginalną metodę przepychania na gorąco rur i na obwiedniowe walcowanie na zimno rur o dużych średnicach.

## Odznaczenia
Profesor Władysław Karol Dobrucki był wielokrotnie wyróżniany odznaczeniami państwowymi i resortowymi w tym: Krzyżem Kawalerskim Orderu Odrodzenia Polski, Srebrnym Krzyżem Zasługi (1951), Krzyżem Oświęcimskim, Odznaką Weteran Walk o Wolność i Niepodległość Ojczyzny.

## Upamiętnienie
Tablica pamiątkowa poświęcona profesorom: Władysławowi Dobruckiemu, Waleremu Pisarkowi i Krystynie Pisarkowej umieszczona na elewacji bloku nr 2 na osiedlu Słonecznym w Krakowie, w dzielnicy Nowa Huta, w miejscu zamieszkania naukowców. Została ona ufundowana przez mieszkańców Wspólnoty Mieszkaniowej os. Słoneczne 2 i krakowski oddział IPN, odsłonięto ją 1 marca 2020 roku. Autorem tablicy wykonanej z brązu jest Stanisław Cukier .